# 大古布希納
49°43′1″N 35°34′48″E / 49.71694°N 35.58000°E
大胡布什奇納（烏克蘭語：Велика Губщина）是位於烏克蘭東部的村莊，由哈爾科夫州博霍杜希夫區的瓦爾基市鎮負責管轄。該村始建於1892年，面積4.86平方公里，海拔高度169米，2001年人口237，人口密度每平方公里48.8人。